# Formula 3 Euro Series 2004
Formula 3 Euro Series 2004 var den andra säsongen av det europeiska mästerskapet i formel 3, Formula 3 Euro Series. Säsongen kördes över tjugo race. Britten Jamie Green blev mästare i huvudklassen, medan fransmannen Franck Perera tog hand om rookietiteln.

## Tävlingskalender
| Bana                          | Segrare Race 1   | Segrare Race 1 (Rookie) | Segrare Race 2   | Segrare Race 2 (Rookie) |
| ----------------------------- | ---------------- | ----------------------- | ---------------- | ----------------------- |
| Hockenheimring                | Nico Rosberg     | Franck Perera           | Nico Rosberg     | Giedo van der Garde     |
| Autódromo do Estoril          | Alexandre Prémat | Loïc Duval              | Eric Salignon    | Roberto Streit          |
| Adria International Raceway   | Jamie Green      | Giedo van der Garde     | Eric Salignon    | Franck Perera           |
| Circuit de Pau-Ville          | Jamie Green      | Franck Perera           | Nicolas Lapierre | Roberto Streit          |
| Norisring                     | Lewis Hamilton   | Loïc Duval              | Alexandre Prémat | Roberto Streit          |
| Circuit de Nevers Magny-Cours | Jamie Green      | Loïc Duval              | Alexandre Prémat | Giedo van der Garde     |
| Nürburgring                   | Nico Rosberg     | Giedo van der Garde     | Jamie Green      | Franck Perera           |
| Circuit Park Zandvoort        | Eric Salignon    | Giedo van der Garde     | Jamie Green      | Giedo van der Garde     |
| Masaryk Circuit               | Jamie Green      | Franck Perera           | Jamie Green      | Giedo van der Garde     |
| Hockenheimring                | Nicolas Lapierre | Franck Perera           | Nicolas Lapierre | Roberto Streit          |

## Slutställning
| Pl. | Förare                | Poäng |
| --- | --------------------- | ----- |
| 1   | Jamie Green           | 140   |
| 2   | Alexandre Prémat      | 88    |
| 3   | Nicolas Lapierre      | 84    |
| 4   | Nico Rosberg          | 70    |
| 5   | Lewis Hamilton        | 69    |
| 6   | Eric Salignon         | 64    |
| 7   | Robert Kubica         | 62    |
| 8   | Franck Perera         | 48    |
| 9   | Giedo van der Garde   | 37    |
| 10  | Roberto Streit        | 28    |
| 11  | Bruno Spengler        | 27    |
| 12  | Loïc Duval            | 22    |
| 13  | Alexandros Margaritis | 18    |
| 14  | Daniel la Rosa        | 15    |
| 15  | Katsuyuki Hiranaka    | 9     |
| 16  | Charles Zwolsman      | 9     |
| 17  | Adrian Sutil          | 8     |
| 18  | Dennis Furchheim      | 5     |
| 19  | Maximilian Götz       | 4     |
| 20  | Tom Kimber-Smith      | 2     |

### Rookiemäterskapet
| Pl. | Förare              | Poäng |
| --- | ------------------- | ----- |
| 1   | Franck Perera       | 147   |
| 2   | Giedo van der Garde | 130   |
| 3   | Roberto Streit      | 116   |
| 4   | Loïc Duval          | 91    |
| 5   | Maximilian Götz     | 82    |
| 6   | Adrian Sutil        | 72    |